# Questenberg (Bramwald)
Der Questenberg ist ein etwa 220 m ü. NHN hoher, ferner Südwestausläufer des Blümer Bergs (320,4 m) im Mündener Bramwald. Er liegt im Stadtgebiet von Hann. Münden in Südniedersachsen.

## Geographie

### Lage
Der Questenberg erhebt sich innerhalb des Naturparks Münden im Norden des Stadtgebiets von Hann. Münden. Seine nach Südwesten hin zum Weserursprung abfallenden Hochlagen liegen etwa 2,3 km südwestlich vom Gipfel des Blümer Bergs und 800 m nördlich der Mündener Altstadt. Südöstlich befindet sich die historische Mündener Vorstadt Blume und nordnordwestlich der Ortsteil Gimte.
Auf dem Questenberg breiten sich Teile des Mündener Stadtforsts aus. Auf ihm liegen auch solche des Landschaftsschutzgebiets Weserbergland-Kaufunger Wald (CDDA-Nr. 325317; 1989 ausgewiesen; 285,018 km²).

### Naturräumliche Zuordnung
Der Questenberg liegt im Weserbergland in der naturräumlichen Haupteinheitengruppe Weser-Leine-Bergland (Nr. 37) und in der Haupteinheit Solling, Bramwald und Reinhardswald (370) auf der Grenze der Untereinheiten Bramwald (370.5) mit dem Naturraum Mündener Bramwald (370.52) im Osten sowie der Untereinheiten Mündener Fulda-Werra-Talung (370.6) etwa im Süden und Weserdurchbruchstal (370.3) etwa im Norden.

## Geschichte und Beschreibung
Erstmals urkundlich als Questenberg wird die Erhebung im Jahr 1579 erwähnt. 1406 ist in Kämmereirechnungen die Rede von den questen. Auf der westlichen Bergseite gibt es ein Flurstück, das den Flurnamen Auf der Queste trägt. Dies deutet auf einen frühgeschichtlichen Kultplatz, auf dem mit der Queste zur Pfingstzeit ein Fest gefeiert wurde. Den früheren Kultplatz wollen Heimatforscher in den 1960er Jahren am Berghang entdeckt haben und empfahlen eine Ausgrabung. Es soll sich um eine 100 × 60 Meter große mit Wallgraben und Hainbuchenhecke eingefasste Fläche in Dreiecksform handeln.
Seit dem Mittelalter wurde am steilen Südhang des Questenbergs Weinbau betrieben, bei dem ein Wein mit der Bezeichnung Questenberger erzeugt wurde. Erstmals urkundlich wird er 1390 als bemerkenswert guter Wein erwähnt. Aus dem Jahr 1545 liegt eine Beschreibung vor, in der der 1540er Jahrgang (siehe Dürre in Mitteleuropa 1540) des Questenberger vom herzöglichen Weinberg an der „Sonnenseite des Questenbergs“ als „so vortrefflich“ bezeichnet wird, dass man ihn ausländischen Weinen vorzog. Er stand auf der Speiseliste zur Hochzeit von Herzog Erich II. und Sidonie von Sachsen 1545 im Welfenschloss Münden.
Auf dem Questenberg liegen auf etwa 213 m Höhe Reste der im Siebenjährigen Krieg angelegten Franzosenschanze Münden. Auf den unteren Hanglagen verlief ein Teil des 1856 eingeweihten und inzwischen stillgelegten Abschnitts Dransfelder Rampe der Hannöverschen Südbahn. Auf dem Südwesthang befindet sich die 1931 errichtete Weserliedanlage. Nördlich der Erhebung liegt am Ortsrand von Gimte der 1932 eingeweihte Neue Jüdische Friedhof. 2021 wurde auf dem Questenberg ein Bestattungswald angelegt.

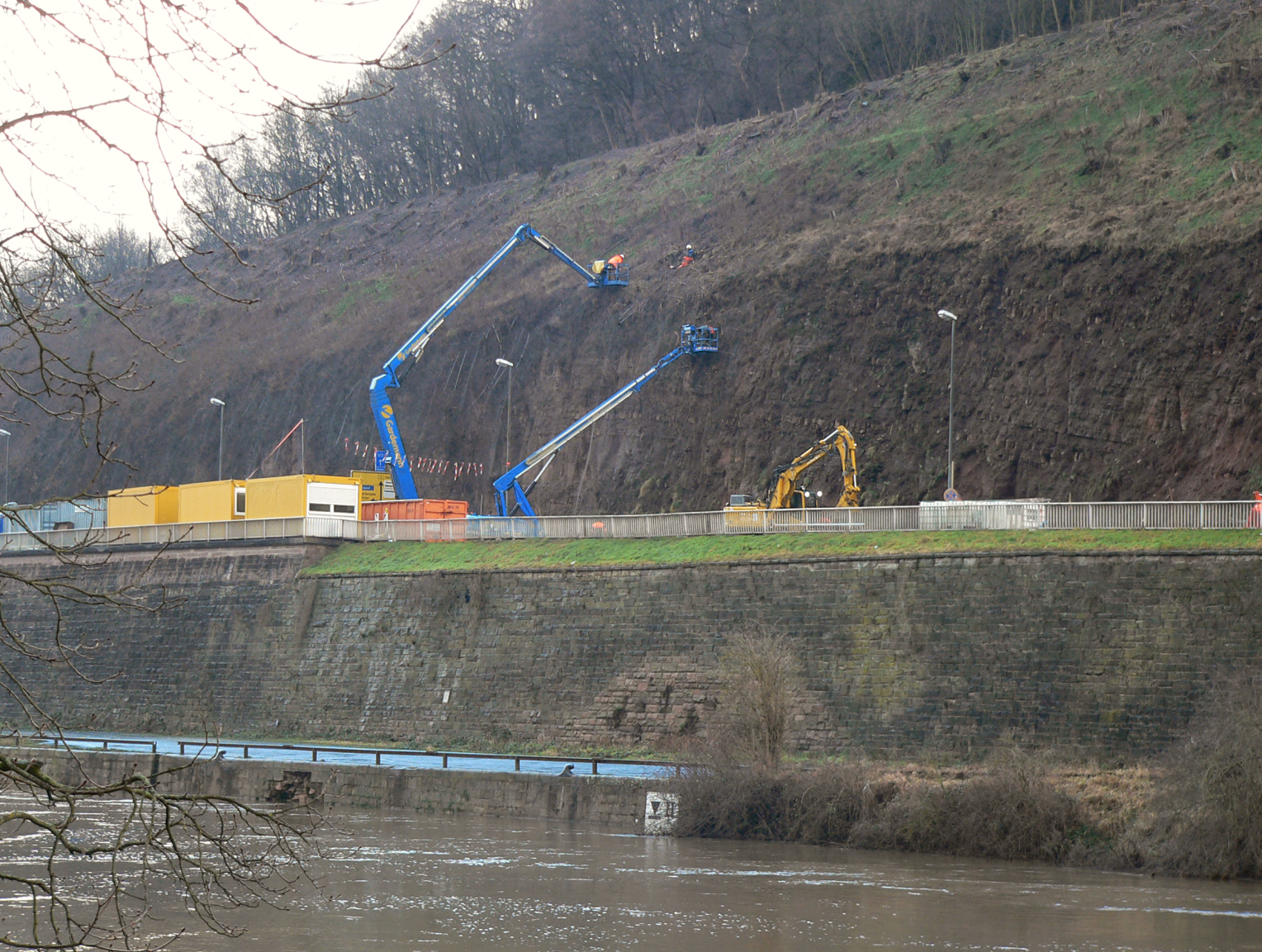
Hangsicherungsarbeiten oberhalb der Bundesstraße 80 (2016)

An der Südwestseite oberhalb der Weser und der B 80 und an der Südostseite im Bereich des Andreesbergs hat der Questenberg steile Hänge. Dort besteht die Gefahr von Hangrutschungen, die sich bereits im 20. sowie Anfang des 21. Jahrhunderts ereignet haben und ab 1986 zum Abriss des Hotel Andree’s Berg führten. 2016 erfolgten oberhalb der B 80 umfangreiche Hangsicherungen.

## Verkehrsanbindung und Wandern
Früher verlief auf dem unteren Südwesthang des Questenbergs etwas unterhalb der Weserliedanlage eine Kurve der Dransfelder Rampe der mittlerweile rückgebauten Bahnstrecke Hannöversche Südbahn. Deren Trasse kam von Nordosten aus Richtung Dransfeld, knickte auf dem Südwesthang der Erhebung nach Osten in Richtung der Vorstadt Blume ab, um dann auf einem Damm zur Werratalbrücke Münden und zum Bahnhof Hann. Münden zu führen.
Am Südwestfuß liegt der Weserursprung mit dem Binnenhafen Weserumschlagstelle. Dort vorbei führt die aus dem Werra- in das Wesertal verlaufende Bundesstraße 80, die westlich vom Sporn zusammen mit der Bundesstraße 3 über die Weserbrücke verläuft. Von der B 80 zweigt am Südrand des Stadtteils Blume der Questenbergweg ab. Die von dieser Wohngebietsstraße abzweigende und die einstige Bahnstrecke unterquerende Straße Eichenweg, an der sich Parkplätze befinden, führt bergauf zur Erhebung mit der Weserliedanlage.
Der Fußweg, der vom Ende des Eichenwegs weiter aufwärts zur Erhebung verläuft, ist Teil eines gemeinsamen Abschnitts des Europäischen Fernwanderwegs E6, des Frau-Holle-Pfads, der Gaußrunde und des Studentenpfads. Von der Erhebung bzw. der Weserliedanlage in Richtung des Hann. Mündener Stadtteils Volkmarshausen im Nordnordosten führt der 13-Brückenweg.

## Historische Ansichten

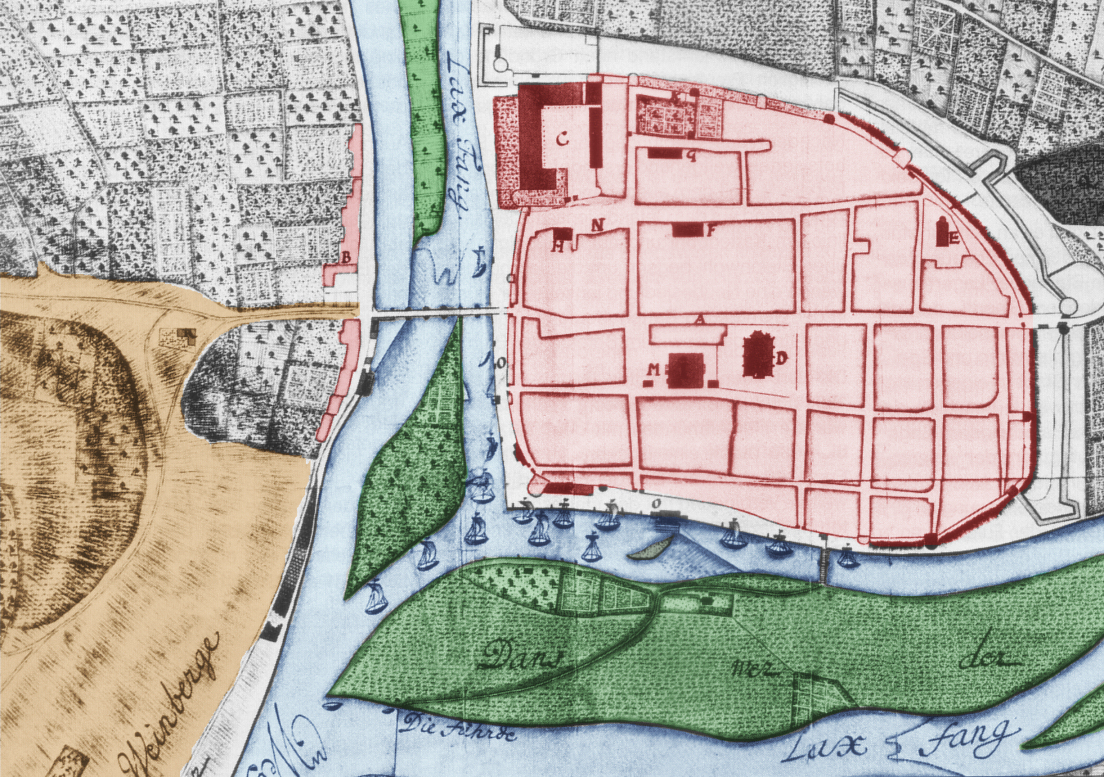
Karte von Münden mit dem Questenberg („Weinberge“; links unten; 1728)
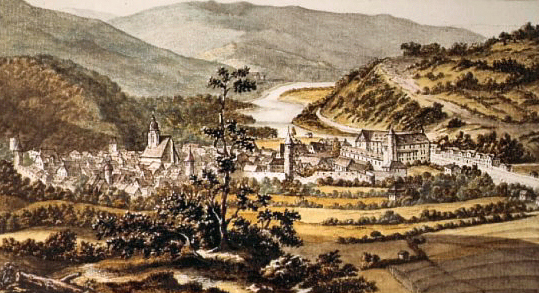
Ansicht aus Richtung des Mündener Ortsteils Kattenbühl mit Blick in das Wesertal (1787)
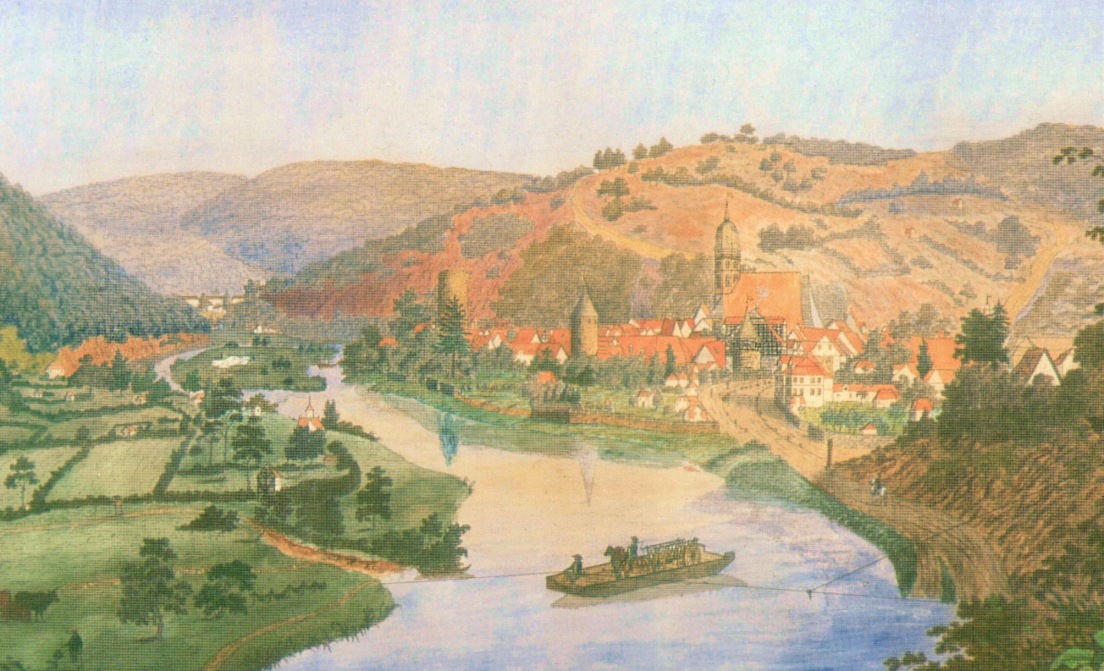
Ansicht von der Fulda (1791)
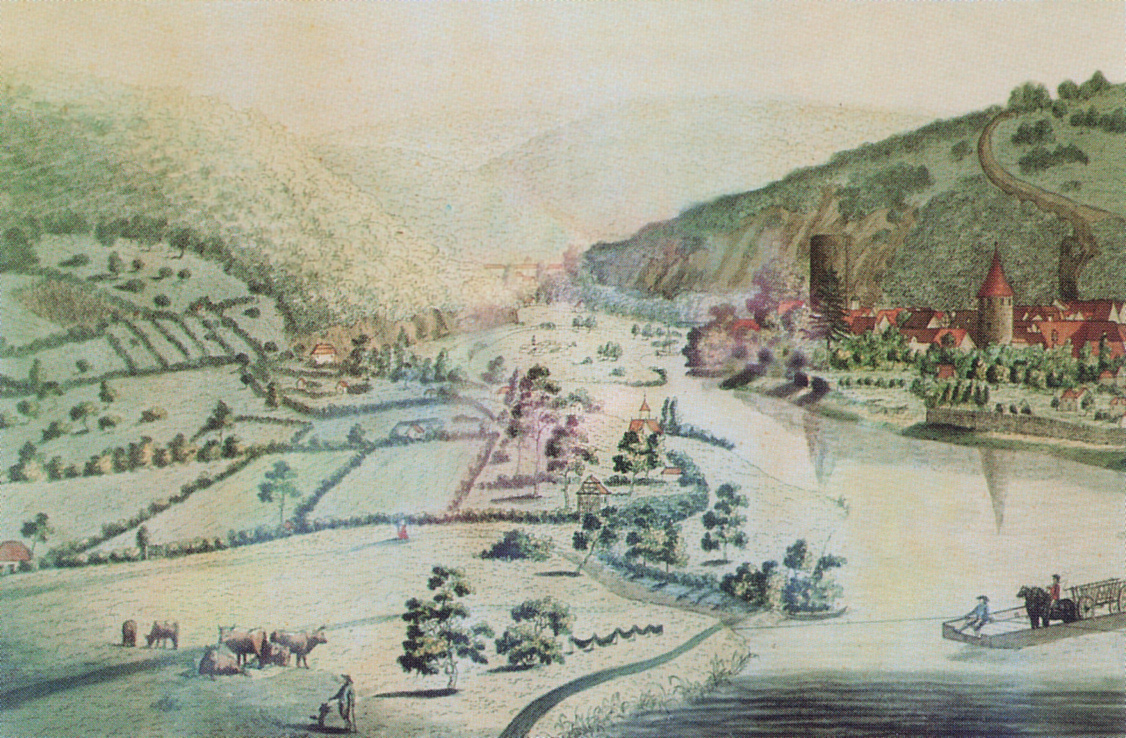
Ansicht von der Fulda (1791)